# Бошуля
Бошуля е село в Южна България. То се намира в община Септември, област Пазарджик. Населението му е около 738 души (15 март 2024).

## География
Село Бошуля се намира до южните поли на Бошулско-Величковските височини, от които най-висока точка е Градище (448 m). Селото е разположено върху десния и левия бряг на река Азмак (Мокрото дере), която идва от землищата на Виноградец и Карабунар, и върху двата бряга на Страженския канал. Надморската височина на селото е около 235 m.
Бошуля отстои на 6 km разстояние от Септември и 13,5 km разстояние от Пазарджик. Най-близките села са Величково, Карабунар и Злокучене.

## История
В покрайнините на село Бошуля са намерени останки от римската пътна станция (Алусоре). А в подножието на връх "Градище" се намира и реставрираният Римски мост, останки от важен римски път по посока на Траянови врата, или "Виа Милитарис" (Военен път). На връх "Градище"  има останки от средновековна крепост, позната като „Смильово градище“. През 1650 г. името на селото е записано в османските регистри като Синджирликьой.
Мартин Кацаров е хайдутин (1870 – 1878) от Бошуля, закрилник на поробените българи в района. Заловен е от османските заптиета и изпратен в Диарбекир, където умира. Има легенда, че църквата в селото е построена с пари, дарени от Мартин Хайдутин.
При избухването на Балканската война в 1912 г. един човек от Бошуля е доброволец в Македоно-одринското опълчение.
През 1929 г. е създадено народно читалище „Просвета-1929“.
В Бошуля през 1935 г. е била открита държавна кариера за добив и изработване на строителни материали от гранит (павета и др.) Първият воден синдикат е бил Страженският със седалище село Бошуля, основан през 1921 г. Той е имал за цел чрез Страженския канал, започващ още при село Мененкьово, да напоява около 36 000 дка земеделски земи северно от Марица.

## Икономика
В землището на селото се намира и баластриерата ТМС. Бизнес развиват и множество земеделски производители.

## Инфраструктура
През Бошуля минава главният път от Пазарджик през Ветрен и Траянови врата за София, който се намира на 1 km северно от стария римски Траяндрум.

## Култура
През 2010 година се отпечатва и първата историческа книга за с. Бошуля с автори Георги Василев и Бойка Венчева – пенсионирана учителка в закритото вече начално училище в селото „Христо Ботев“. По-късно са отпечатани две разширени издания на историята на селото, от Народното Читалище. През 2010 г. народно читалище „Просвета-1929“ отпечатва и поемата на Атанас Попчев „Наше село“ от 1892 г., отпечатвана преди това в печатницата на Стефан Кацаров в гр. Пазарджик. Читалището препечатва през 2015 г. „История славянобългарска“ на Паисий Хилендарски.
През месец март 2010 г. излиза и първият брой на „Бошуля“ – инициатива на читалище „Просвета-1929“ в с. Бошуля за безплатен достъп до информация. Изданието се разпространява изцяло безплатно в петдесет броя тираж. Дело е на Светлан Йосифов. В него се списват новини както от село Бошуля, така и от цялата област, като се използват статии на други информационни агенции. През 2010 г. безплатното издание е преименувано на „Бошуля-инфо“, но името е променено отново на „Бошуля“ в края на същата година. Паралелно с него излизат и три броя на „Литературен прозорец“, разпространявани също безплатно. През месец януари 2013 г. безплатните издания към читалището в с. Бошуля спират да се издават.
Май месец 2014 г. Светлан Йосифов за първи път отпечатва „Информационен прозорец“, който месец по-късно е преименуван на „Читалищен прозорец“. За кратко през 2015 г. бюлетинът се разпространява в три села от околността. Изданието започва да се издава периодично. През следващата година изданието вече се разпространява в няколко народни читалища в България.

## Известни личности
Родени в Бошуля
- Митар Стоянов Гостев и Пеньо Митрев Стойнов – народни представители на Оборище за подготовка на Априлското въстание 1876 г.